# Pałka
Pałka (Typha L.) – rodzaj roślin ziemno-wodnych należący do rodziny pałkowatych (Typhaceae). Obejmuje w zależności od ujęcia systematycznego od 8 do ok. 40 gatunków bylin, spotykanych na całym niemal świecie na brzegach wód. Zastosowanie znajdują jako rośliny jadalne, plecionkarskie (liście), surowiec do produkcji papieru i bywają sadzone jako rośliny ozdobne.

## Rozmieszczenie
Rodzaj rozprzestrzeniony na całym świecie w klimacie umiarkowanym i tropikalnym, przy czym na półkuli południowej występują pojedyncze gatunki. Centrum zróżnicowania jest środkowa część Eurazji. W Ameryce Północnej rosną trzy gatunki. 
W Polsce trzy gatunki są rodzime – pałka wąskolistna (Typha angustifolia), pałka szerokolistna (T. latifolia) oraz pałka Shuttlewortha T. shuttleworthii, dwa pierwsze tworzą mieszańca – pałkę pośrednią T. ×glauca. Jako gatunki introdukowane i zdziczałe odnotowane zostały dwa gatunki: pałka drobna (T. minima) i pałka wysmukła (T. laxmanii).

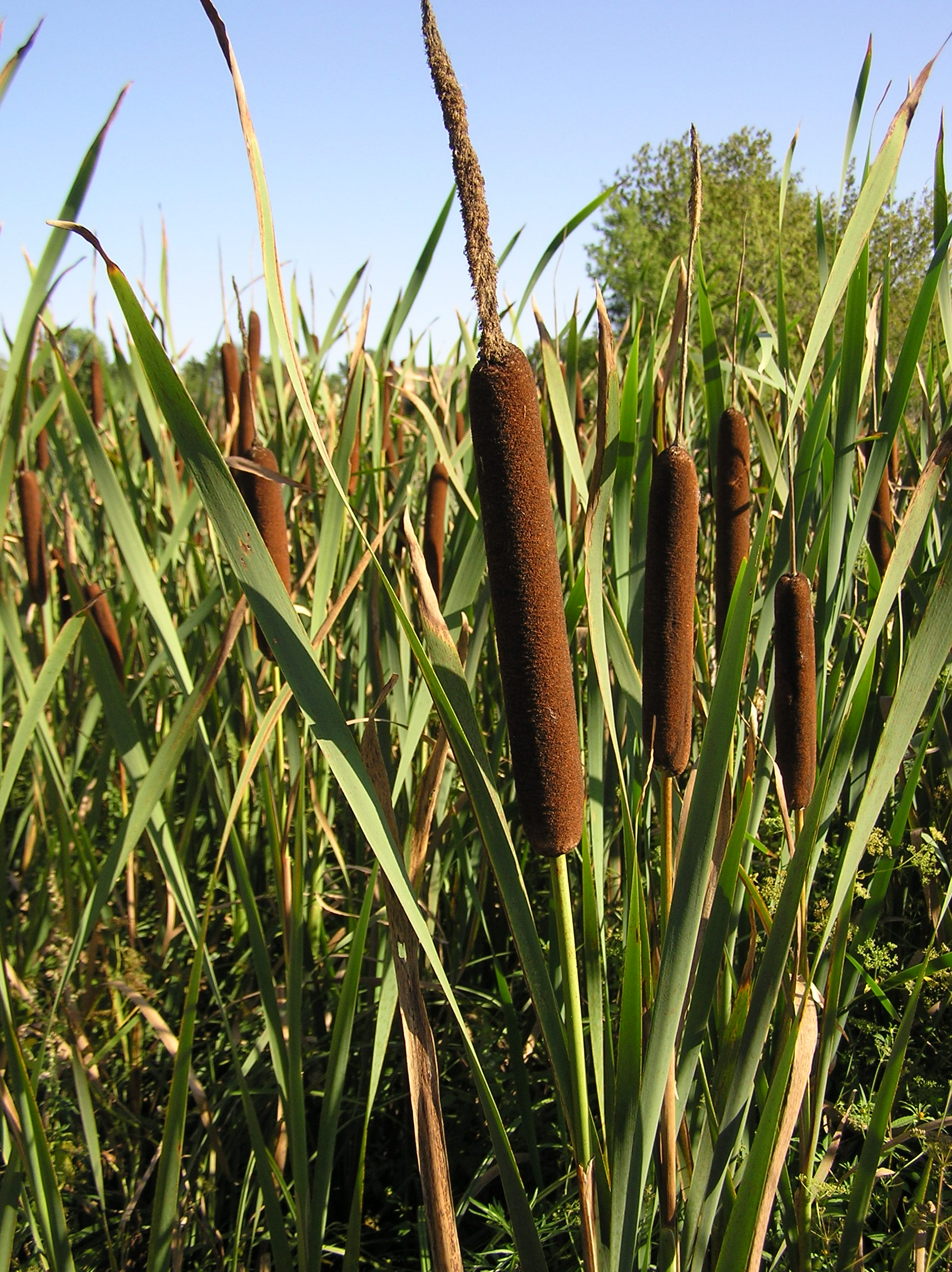
Pałka szerokolistna
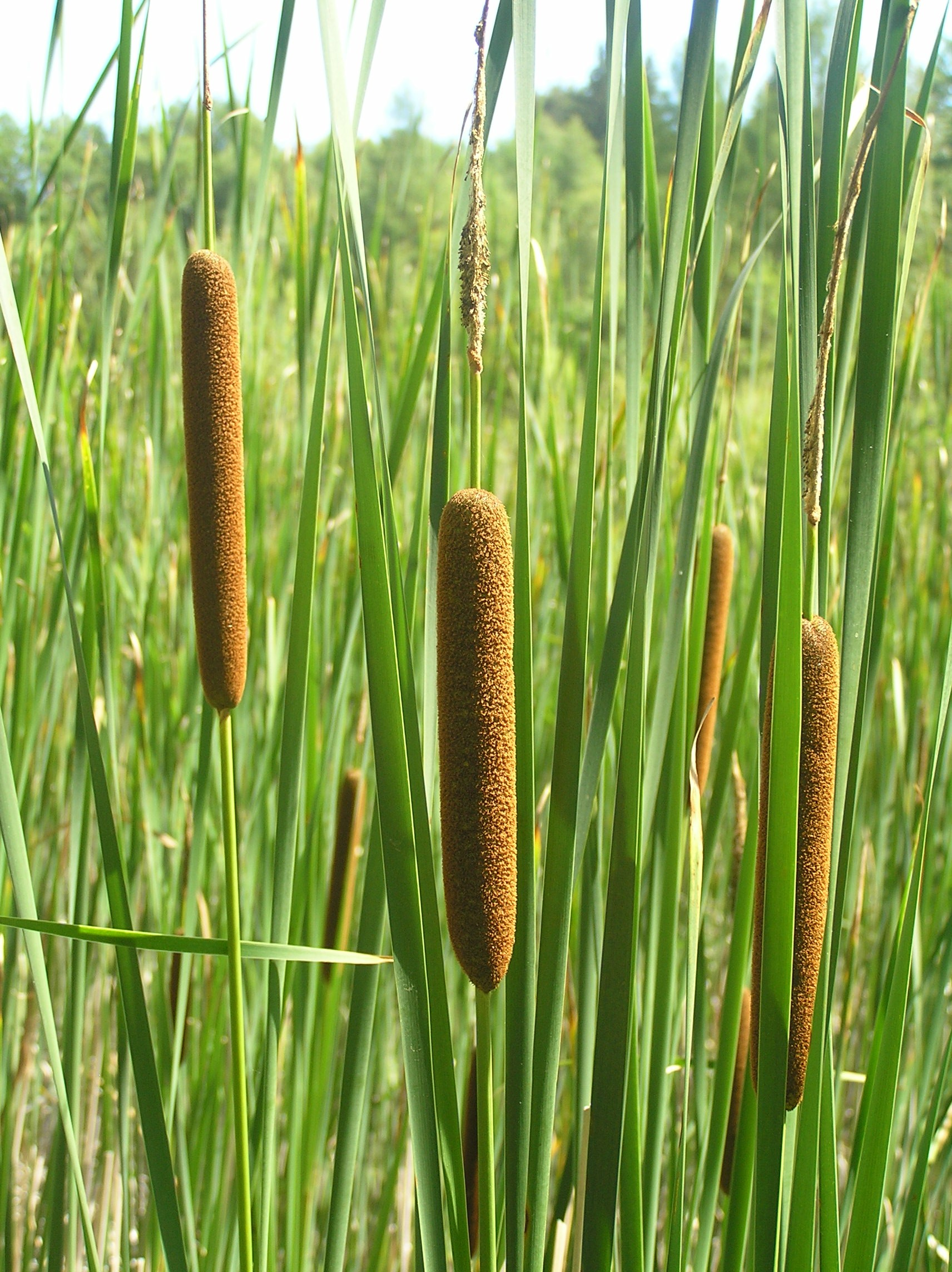
Pałka wąskolistna
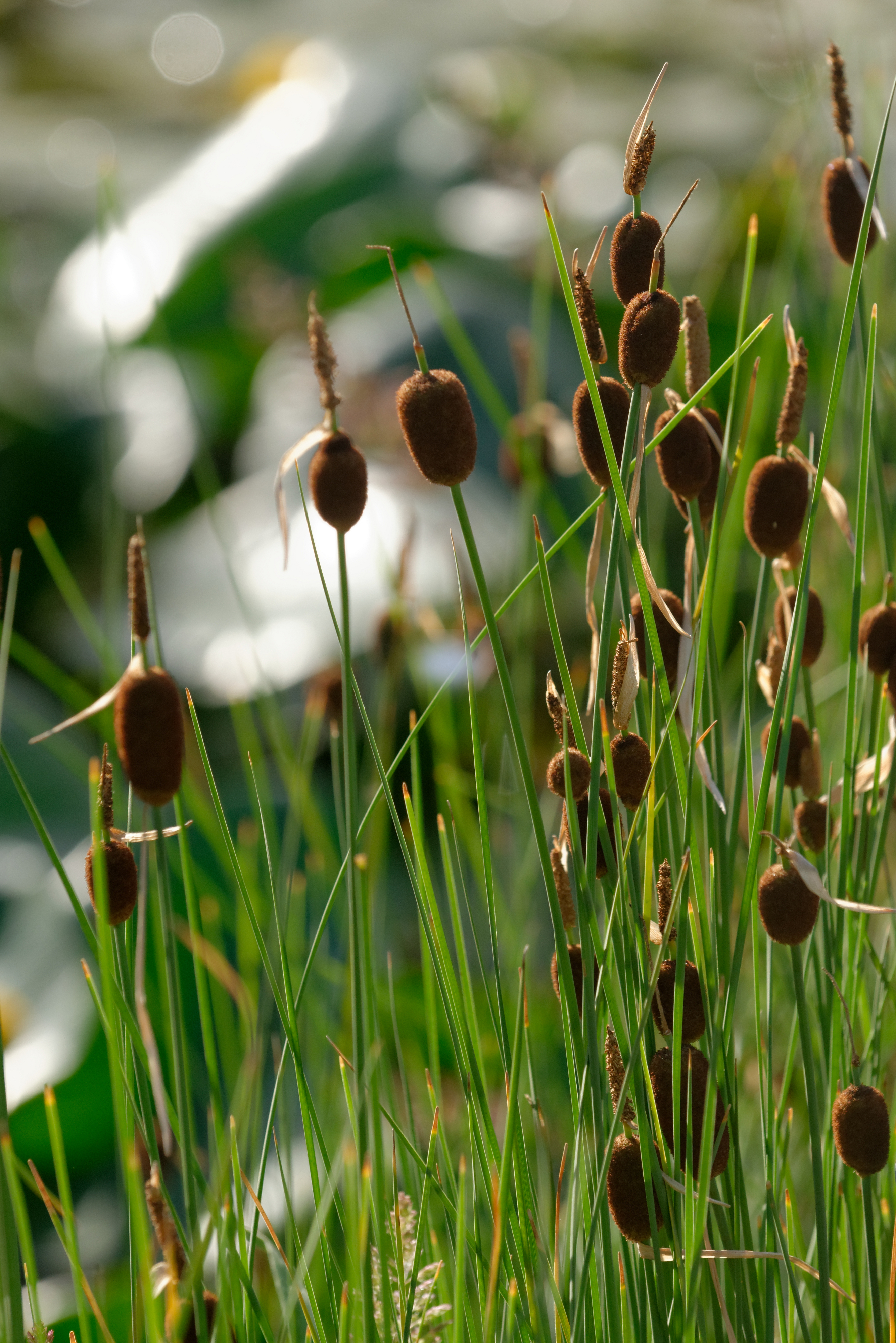
Pałka drobna
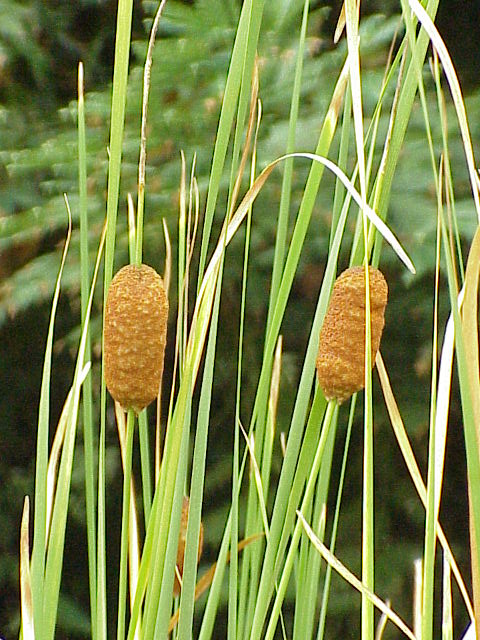
Pałka wysmukła

## Morfologia
ŁodygaRośliny zielne o łodygach wzniesionych wyrastających z pełzającego kłącza. Kłącze zwykle nierozgałęzione, okryte łuskowatymi liśćmi, tęgie, o długości do 70 cm i średnicy od 0,5 do 4 cm. Łodyga nadziemna wyrasta pojedynczo z końca kłącza lub tworzy kępy rozgałęziając się u swej nasady. Łodygi osiągają do 4 m wysokości i na przekroju są owalne, w górze zwykle nieco bardziej spłaszczone.
LiścieZwykle tylko odziomkowe, bifacjalne. Stopniowo od łuskowatych liści na kłączu przechodzą w liście asymilacyjne otulające pochwami łodygę. W sumie wokół pojedynczej łodygi wyrasta do 15 liści ułożonych skrętolegle dwurzędowo. Na doosiowej powierzchni pochew, rzadziej na wolnej części blaszki występują gruczoły śluzowe. Blaszka liściowa z miękiszem gąbczastym, jest płaska, wklęsła lub wypukła, czasem z wypukłym nerwem środkowym po stronie odosiowej (u gatunków Starego Świata). Blaszki równowąskie lub wąskolancetowate, unerwione równolegle, skręcone nieco w luźną spiralę.
KwiatyBardzo drobne, jednopłciowe, zebrane w gęste, cylindryczne kwiatostany na szczycie łodygi (kolby lub kłosy). Kwiaty męskie skupione są w kwiatostany na szczycie łodygi. Okwiat w kwiatach męskich zredukowany do kilku rzęsowatych łusek (najczęściej w liczbie do 3, rzadko do 8), czasem w ogóle nie wykształcony. Pręciki są trzy. Główki osadzone są na nitkach nasadą, posiadają szeroki łącznik. Pyłek uwalniany jest pojedynczo i w tetradach. W kwiatach żeńskich łuskowatych lub rzęskowatych listków w okwiecie jest bardzo dużo, zebrane są w od jednego do czterech okółków. Są bezbarwne lub brązowe na szczycie i tu nieco rozszerzone Słupek jest pojedynczy, z jednego owocolistka. Znamiona wydłużają się po przekwitnieniu (wystają nad okwiat). Górna zalążnia zawiera pojedynczy, anatropowy zalążek. W kwiatach brak miodników. Po przekwitnieniu kwiaty męskie utrzymują się przez zimę, podczas gdy suche kwiaty żeńskie odpadają w wielkich ilościach.
OwoceNiełupka z trwałymi i wydłużającymi się znamionami i szypułką oraz puchowym okwiatem, ułatwiającym rozsiewanie. Budowa owoców pozwala na zmniejszenie prędkości spadania. Poza tym owoce są przystosowane do anemochorii poprzez wytwarzanie ich w wielkiej liczbie (u pałki szerokolistnej na jednej roślinie powstaje ich ok. 220 tys., u południowej – nawet ponad 680 tys.), poza tym ważą one tylko od 0,02 do 0,003 mg.

## Biologia i ekologia
Przedstawiciele rodzaju należą do szybkich kolonizatorów przekształconych lub świeżo powstałych siedlisk podmokłych. Rosną w różnorodnych siedliskach na brzegach wód stojących lub wolno płynących; na brzegach jezior, stawów i rowów, także mokradeł silnie zanieczyszczonych i powstających na terenach poprzemysłowych. Zasiedlają wody lub znoszą zalewy do wysokości 1,5 m. Siewki w pierwszym roku tworzą liczne klony rozrastając się wegetatywnie za pomocą kłącza. Zakwitają od drugiego roku życia. Diaspory wytwarzane w wielkich ilościach rozsiewane są przez wiatr. Kiełkują na nagiej, podmokłej glebie lub w płytkiej wodzie. Rośliny te tworzą często rozległe i jednogatunkowe zbiorowiska roślinne (agregacje). Niektóre gatunki wytwarzają wielkie ilości biomasy. 

## Nazewnictwo
W polskim nazewnictwie ludowym i tradycyjnym funkcjonowały nazwy pałka wodna i rogoża. Nazwy typhe używał Teofrast. Nawiązuje ona do oparów (typhos – 'dym, mgła, opary').

## Systematyka
Dane paleontologiczne, serologiczne i uzyskane w wyniku sekwencjonowania i analizy chloroplastowego DNA potwierdzają bliskie pokrewieństwo rodzajów pałka (Typha) i jeżogłówka (Sparganium). Najstarsze znaleziska z przedstawicielami rodzaju udokumentowane zostały w formacji Fort Union  z paleocenu. Znaleziska Sparganium są nieco starsze. O ile pozycja systematyczna rodzaju jest dobrze zbadana, o tyle relacje systematyczne w obrębie rodzaju pozostają niedostatecznie poznane. Kłopoty sprawia identyfikacja gatunków i ustalenie między nimi relacji filogenetycznych. W szczególności badania taksonomiczne postulowane są nad przedstawicielami rodzaju z Azji wschodniej i Ameryki Południowej.
Pozycja rodzaju według Angiosperm Phylogeny Website (aktualizowany system APG IV z 2016)
Rodzaj siostrzany dla jeżogłówki (Sparganium) w obrębie rodziny pałkowatych (Typhaceae), która z kolei wspólnie z bromeliowatymi (Bromeliaceae) tworzy klad bazalny w obrębie wiechlinowców (Poales), jednego z rzędów roślin jednoliściennych.
Pozycja w systemie Reveala (1994–1999)
Gromada okrytonasienne (Magnoliophyta Cronquist), podgromada Magnoliophytina Frohne & U. Jensen ex Reveal, klasa jednoliścienne (Liliopsida Brongn.), podklasa komelinowe (Commelinidae Takht.), nadrząd Typhanae Thorne ex Reveal, rząd pałkowce (Typhales Dumort.), rodzina pałkowate (Typhaceae Juss.), podrodzina Typhoideae Link, plemię Typheae Dumort., rodzaj pałka (Typha L.).
Wykaz gatunków i mieszańców
- Typha albida Riedl
- Typha alekseevii Mavrodiev
- Typha androssovii Krasnova
- Typha angustifolia L. – pałka wąskolistna
- Typha × argoviensis Hausskn. ex Asch. & Graebn.
- Typha austro-orientalis Mavrodiev
- Typha azerbaijanensis Hamdi & Assadi
- Typha × bavarica Graebn.
- Typha biarmica Krasnova
- Typha capensis (Rohrb.) N.E.Br.
- Typha caspica Pobed.
- Typha changbaiensis M.Jiang Wu & Y.T.Zhao
- Typha davidiana (Kronf.) Hand.-Mazz.
- Typha domingensis Pers. – pałka południowa
- Typha elephantina Roxb.
- Typha ephemeroida Krasnova
- Typha × gezei Rothm.
- Typha × glauca Godr. – pałka pośrednia
- Typha grossheimii Pobed.
- Typha incana Kapit. & Dyukina
- Typha joannis Mavrodiev
- Typha kalatensis Assadi & Hamdi
- Typha kamelinii Krasnova
- Typha komarovii Krasnova
- Typha kozlovii Krasnova
- Typha krasnovae Doweld
- Typha latifolia L. – pałka szerokolistna
- Typha laxmannii Lepech. – pałka wysmukła
- Typha linnaei Mavrodiev & Kapit.
- Typha lugdunensis P.Chabert – pałka lyońska
- Typha minima Funck – pałka drobna
- Typha orientalis C.Presl
- Typha paludosa Krasnova
- Typha × provincialis A.Camus
- Typha przewalskii Skvortsov
- Typha shuttleworthii W.D.J.Koch & Sond. – pałka Shuttlewortha
- Typha sinantropica Krasnova
- Typha sistanica De Marco & Dinelli
- Typha × smirnovii Mavrodiev
- Typha × soligorskiensis D.Dubovik
- Typha subulata Crespo & Pérez-Mor.
- Typha × suwensis T.Shimizu
- Typha tichomirovii Mavrodiev
- Typha turcomanica Pobed.
- Typha tzvelevii Mavrodiev
- Typha valentinii Mavrodiev
- Typha varsobica Krasnova
- Typha × volgensis Krasnova
- Typha yakutii Krasnova & Chemeris

## Zastosowanie
Skrobia z różnych gatunków pałek była pozyskiwana już w paleolicie. Współcześnie kulinarne wykorzystanie pałek ma ograniczone zastosowanie. Spożywano i spożywa się głównie: młode pędy i kłącza, skrobię ze starych kłączy, kolby kwiatów męskich przed kwitnieniem i pyłek. Nasiona zawierają ok. 20% jadalnego oleju, wyróżniającego się wysoką, 70% zawartością kwasu linolenowego. 
Liście pałek wykorzystywane są jako materiał plecionkarski. Wyrabia się z nich kosze, maty, siedziska i oparcia krzeseł, a także ściany i pokrycia dachowe. Puszyste i suche owoce wykorzystywane były jako hubka przy rozniecaniu ognia, a także jako materiał izolacyjny. Wypełniano nim poduszki, materace, zabawki dla dzieci itp.
Liczne gatunki, także mieszańcowe, pałki wykorzystywane są do konstrukcji makrofitowych oczyszczalni ścieków. Wiele gatunków cechuje się wychwytywaniem wielu zanieczyszczeń. Różne gatunki pałki badane były pod kątem wykorzystania ich jako źródło surowca papierniczego.
Niektóre gatunki uprawiane są jako rośliny ozdobne.